# Shabti
Shabti (även ushabti eller shawabti) var i det forntida Egypten figuriner som placerades i gravar som en del av den dödes gravgåvor. De framställdes i material som trä, sten, fajans eller lera och föreställer oftast en mumifierad gestalt med armarna korsade över bröstet, ibland hållande jordbruksredskap.
Syftet med shabtierna var att tjäna den avlidne i livet efter detta. Enligt de forntida egyptiska föreställningarna kunde de genom magiska formler väckas till liv för att utföra arbetsuppgifter som ålades den döde i Osiris rike. Många shabtier bär inskriptioner ur De dödas bok, särskilt den så kallade shabti-formeln (kapitel 6), där figuren åläggs att svara i den dödes ställe när denne kallas till arbete.
Från Mellersta riket (ca 2000 f.Kr.) förekommer enstaka shabtier, men bruket blir vanligare under Nya riket och senare, då rika gravar kan innehålla flera hundra figuriner, ofta organiserade som ett ”arbetslag” med dussintals vanliga shabtier och en mindre grupp tillsyningsfigurer.